# Liste von Sakralbauten in Sondershausen
Die Liste von Sakralbauten in Sondershausen enthält die vorhandenen und nicht mehr vorhandenen Kirchengebäude und sonstige Sakralbauten in der Stadt Sondershausen, Kyffhäuserkreis, Thüringen.

## Christentum
| Abbildung | Name                           | Standort                | Konfession                                  | Baubeginn               | Besonderheiten |
| --- | ------------------------------ | ----------------------- | ------------------------------------------- | ----------------------- | --- |
| | St. Trinitatis                 | Sondershausen / Zentrum | evangelisch                                 | 1620                    | barocke Saalkirche mit fürstlicher Grabkapelle, im Stadtbrand 1621 stark beschädigt und wurde in den folgenden Jahrzehnten mit Unterbrechungen wieder aufgebaut, von 1987 bis 1997 saniert                                                                                          |
| | St. Andreas                    | Sondershausen/Zentrum   | katholisch                                  | 12. Jahrhundert (?)     | Vorgängerbau der Trinitatiskirche, welcher 1608 abgerissen wurde |
| | Cruciskirche                   | Sondershausen/Zentrum   | katholisch/evangelisch (nicht mehr genutzt) | 1392                    | ältestes erhaltenes Gebäude der Stadt ist eine einschiffige Hallenkirche, bis 1932 kirchlich genutzt, an der nördlichen Seite lehnt ein ehemaliges Hospizgebäude, seit 2001 wird der einstige Sakralbau zu einem Bürgerzentrum ausgebaut                                            |
| | St. Elisabeth                  | Sondershausen/Zentrum   | katholisch                                  | 1906                    | Ausgang 19. Jahrhundert wuchs die Anzahl der Katholiken in der bis dahin evangelisch geprägten Stadt, sodass ein eigenes Gotteshaus für die junge Gemeinde gebaut wurde |
| | St. Matthias                   | Stockhausen             | evangelisch                                 | 1904                    | historistischer bzw. neogotischer Kirchenbau, Dreikonchenanlage |
| | St. Matthaei                   | Stockhausen             | erst katholisch, später evangelisch         | 1442                    | Vorgängerbau der St.-Matthias-Kirche, kleiner romanischer Sakralbau mit Kirchenschifferweiterung um 1687 und neuem Kirchturm um 1725, wegen Baufälligkeit 1904 abgerissen |
| | St. Petri                      | Jechaburg               | evangelisch                                 | 1726                    | Dorfkirche wurde auf den Grundmauern des Jechaburger Stifts erbaut |
| | St. Petri und Pauli            | Jechaburg               | katholisch                                  | 14. Jahrhundert         | dreischiffige Dom- bzw. Stiftskirche mit 13 Altären, nach dem Bauern- und Reformationskrieg verlor der Sakralbau an Bedeutung und zerfiel, heute ist nur noch ein Überrest der Grundmauern des Stiftsturmes erhalten, 1726 wurde der Bau endgültig von der St.-Petri-Kirche ersetzt |
| | St. Matthäi                    | Jecha                   | evangelisch                                 | 13. bis 15. Jahrhundert | |
| | St. Georg                      | Bebra                   | evangelisch                                 | 1700                    | |
| | St. Viti                       | Berka                   | evangelisch                                 | 1723                    | |
| | St. Bonifatius                 | Großfurra               | evangelisch                                 | 13. Jahrhundert         | |
| | St. Johannis                   | Oberspier               | evangelisch                                 | ca. 1647                | |
| | Kirche                         | Großberndten            | evangelisch                                 | 1587                    | |
| | St. Mauritii                   | Himmelsberg             | evangelisch                                 | 1841                    | |
| | Gloria Deo                     | Hohenebra               | evangelisch                                 | 1724                    | barocke Kirche, zwischen 1991 und 1999 umfangreich renoviert |
| | Kapelle St. Andreä             | Hohenebra               | katholisch                                  | 1442                    | 1655 abgebrannt, Vorgängerbau der Gloria Deo |
| | Heilige-Dreifaltigkeits-Kirche | Immenrode               | evangelisch                                 | 1872                    | |
| | St. Johannes                   | Kleinberndten           | evangelisch                                 | 1816                    | |
| | St. Crucis                     | Schernberg              | evangelisch                                 | 1565                    | |
| | St. Crucis                     | Thalebra                | evangelisch                                 | 1902                    | |
| Bild gesucht Die Wikipedia wünscht sich an dieser Stelle ein Bild vom Ort mit diesen Koordinaten 51.3709544 10.8539573 . Motiv: Siebenten-Tags-Adventisten Sondershausen Falls du dabei helfen möchtest, erklärt die Anleitung , wie das geht. BW | Kapelle                        | Sondershausen/Franzberg | Siebenten-Tags-Adventisten                  |                         | |
| Bild gesucht Die Wikipedia wünscht sich an dieser Stelle ein Bild vom Ort mit diesen Koordinaten 51.36601 10.85838 . Motiv: Neuapostolische Kirche Sondershausen Falls du dabei helfen möchtest, erklärt die Anleitung , wie das geht. BW         | Neuapostolische Kirche         | Sondershausen           | neuapostolisch                              | ca. 1952                | 1953 eingeweiht |
| Bild gesucht Die Wikipedia wünscht sich an dieser Stelle ein Bild vom Ort mit diesen Koordinaten 51.36865 10.86461 . Motiv: Evangelische Freikirche Sondershausen Falls du dabei helfen möchtest, erklärt die Anleitung , wie das geht. BW        | Evangelische Freikirche        | Sondershausen/Zentrum   | ev.-freikirchlich                           |                         | |

## Judentum
| Abbildung | Name                             | Standort | Bemerkungen                      |
| --------- | -------------------------------- | -------- | -------------------------------- |
|           | Synagoge Sondershausen           |          | 1945 durch Luftangriff zerstört. |
|           | Jüdischer Friedhof Sondershausen |          |                                  |
|           | Jüdischer Friedhof Immenrode     |          |                                  |